# Ein säkulares Zeitalter
Ein säkulares Zeitalter (englischer Originaltitel: A secular Age) ist ein im Jahre 2007 (dt. Ausgabe 2009) erschienenes Werk von Charles Taylor. Es  behandelt den Prozess der Säkularisierung seit dem frühen 16. Jahrhundert in der nordatlantischen, vom „lateinischen“ Christentum geprägten Welt bis zum Beginn des 21. Jahrhunderts.

## Inhalt

### Einleitung
Taylor thematisiert drei Bedeutungen von Säkularität:
1. Trennung von Staat/Öffentlichkeit und Kirche (Säkularität 1)[2] Die verschiedenen gesellschaftlichen Bereiche sind von Religion entleert.
2. Niedergang des religiösen Glaubens (Säkularität 2):[2] Glaube wird weniger praktiziert, die Menschen wenden sich von Gott mehr und mehr ab.
3. Optionenvervielfältigung (Säkularität 3):[2] Glaube an Gott ist nicht mehr selbstverständlich, sondern eine von vielen Optionen, ist aber auch nicht ganz verschwunden.

Religion kann verschiedene Rollen in der Gesellschaft spielen:
- Paleo-Durkheimianisch: Religion ist so selbstverständlich, dass sie nicht hinterfragt wird. Sie bestimmt alle Bereiche des Lebens und es gibt keine Alternative zu ihr.
- Neo-Durkheimianisch: Religion wird nicht von der ganzen Gesellschaft in derselben Weise ausgeübt, sondern es gibt Gruppen, zu deren Identität eine Religion gehört. Religion ist nicht selbstverständlich, es gibt ein Außen. Es muss darum gerungen werden, z. B. durch Predigt und Katechese zu überzeugen. Plausibilität von Religion ergibt sich am ehesten in Gruppen.
- Post-Durkheimianisch: Religion ist gar nicht mehr selbstverständlich, auch nicht mehr für größere Gruppen. Religion muss sich für jedes Individuum selbst erweisen.

### Bollwerke des Glaubens
Taylor unterscheidet zwei Arten des Selbst. Die Entwicklung geht vom porösen Selbst zum abgepufferten:
- poröses Selbst: Es ist beeinflusst durch äußere Kräfte, Gottheiten und Mächte.
- abgepuffertes Selbst: Es findet eine Verinnerlichung statt, man macht sich unabhängig von einer vermeintlich verzauberten Welt.

### Die große Entbettung
Der Mensch war für Taylor wie folgt eingebettet:
- der Geist im Körper
- der Einzelne in der Gesellschaft/Gemeinschaft
- die Gesellschaft/Gemeinschaft in der Natur
- die Natur in Gott

Diese Einbettungen haben sich mehr und mehr aufgelöst (Entbettung). Jede Entbettung steigert die Fragilität des Glaubens.

### Unbehagen an der Moderne
Für die westliche Gesellschaft habe Authentizität an Bedeutung gewonnen. Die Ethik der Authentizität habe ihre Wurzeln schon in der Romantik, aber erst in den letzten Jahrzehnten habe sie sich in der Gesellschaft insgesamt ausgebreitet. Es gehe darum, „sein Ding zu machen“, sich selbst zu entdecken. Das Zugehörigkeitsgefühl zu einem größeren Ensemble (Staat, Denomination, Kirche, …) löse sich mehr und mehr auf.
Damit einher gehe ein Anthropozentrismus, der die Welt entzaubere: Man glaube nicht mehr an Geister und Kräfte, sondern verlasse sich auf Vernunft und die eigene Kraft. Dies mache den Menschen unverletzbar – und auch auf Gottes Macht sei man nicht länger angewiesen. Man sei ausgebrochen aus einer Art Gefangenschaft und habe sich von Ängsten befreit, die die Menschen früher umtrieben. Ein Schlüsselkonzept sei dabei die „Zivilisation“, die sich durch Bildung, Selbstdisziplin, Künste, politische Ordnung usw. auszeichne. Die Entwicklung hin zur Zivilisation verstärke das Gefühl der Unverletzbarkeit. Der entzauberten Welt fehle es aber an Sinn, besonders die Jugend habe Schwierigkeiten, ein Ziel für ihr Leben zu finden. Die Gefahr der Sinnlosigkeit gehöre zur Moderne, die ihre Vorläuferin in der Melancholie gehabt haben soll. Die Identität werde immer instabiler, nicht zuletzt dadurch, dass Pluralismus nicht einfach nur die Koexistenz verschiedener Glaubensgruppierungen bedeutet (was es auch früher schon gab), sondern der heutige Pluralismus zeichne sich dadurch aus, dass der Wechsel zu einer anderen Glaubensansicht eine realistische Möglichkeit geworden sei.
In der Moderne seien die Anschuldigungen gegenüber der Religion immer größer geworden: Sie sei unvernünftig (wegen der Geheimnisse und Paradoxien), autoritär (also gegen Freiheit und Vernunft), werfe die unlösliche Theodizee-Problematik auf usw. Ob man angesichts der Theodizee weiterhin an Gott glaubt, oder lieber an ein blindes Universum voller Zufälle, hänge stark von den Solidaritätsgruppen ab, in denen man sich befindet: Wenn alle um einen selbst herum an Gott glauben, sei es einfacher, auch an ihn zu glauben. Wenn alle um einen selbst herum gegen ihn rebellieren, sei eben dies einfacher. Jedenfalls scheine mit dem Verlust der Transzendenz der Gesellschaft etwas verloren gegangen zu sein: Die eigenen Handlungen, Ziele, Errungenschaften usw. haben weniger Gewicht. Der Lebensweg, den man eingeschlagen hat, könne jederzeit hinterfragt werden und womöglich könne man ihn irgendwann nicht einmal mehr vor sich selbst rechtfertigen. Solche Krisen führen immer wieder zu der Frage nach dem Sinn des Lebens. Die Leere und Sinnlosigkeit zeige sich in der Schwierigkeit, Ereignisse wie Geburt, Heirat, Tod entsprechend zu würdigen. Aber auch im Alltag könne eine Leere empfunden werden, die sich aus den immer selben Abläufen ergibt (z. B. die Abfolge Bedürfnis-Bedürfnisstillung in der Konsumgesellschaft). Verschiedene Wege seien gegangen worden, um Sinn zu finden: Zunächst hat Kant Moralität mit Autonomie identifiziert. Die Überbetonung der Vernunft habe aber zu Gegenreaktionen der Romantik geführt, die der Tyrannei der Vernunft über die Gefühle entgegengetreten sei und die Einheit mit der Natur betont habe.

### Das Zeitalter der Authentizität
Das Zeitalter der Authentizität beginnt für Taylor nach dem Zweiten Weltkrieg und komme nochmals in den 60ern und 70ern verstärkt zum Ausdruck. Heutzutage habe die Individualisierung sich dahingehend gesteigert, dass die Selbstverwirklichung zum Imperativ geworden sei, der alle Lebensbereiche betrifft. Auch und besonders die Arbeit solle spirituell erfüllend, selbstverwirklichend, immer neu herausfordernd usw. sein. In der Lebensgestaltung habe man den Eindruck, dass mehr Wahlfreiheit die Lebensqualität steigert. Autoritäten stehe man skeptische gegenüber, denn niemand habe einem anderen zu sagen, was zu tun oder zu lassen ist. Taylor schneidet hierfür exemplarisch die Veränderung der Gender-Rollen, Homosexualität und die Abtreibungsdebatte an. Auch strikte Sexualnormen werden mehr und mehr hinterfragt. Das sei auch einer der Punkte, warum die Kirche an Kraft verliere, weil sie für konservativere Werte und Sozialordnungen stehe. Die Wende zum Zeitalter der Authentizität werde von Kritikern verworfen, weil sich dadurch vor allem Hedonismus und Egoismus ausbreiten. Befürworter der Wende sehen ihre Werte (v. a. Freiheit) als unumstößlich und unhinterfragbar an, die auch keine Nachteile mit sich bringen würden. Taylor selbst würde sich so positionieren, dass er die Wende zur Authentizität prinzipiell begrüßt, weil für ihn die positiven Konsequenzen überwiegen, er sei sich aber auch bewusst, dass die Wende auch etwas kostet (z. B., dass klare Wertorientierungen nicht mehr gelten oder sich Relativismus ausbreitet). Im Zeitalter der Authentizität dürfe jeder seine eigenen Werte haben, denn man selbst will sich auch gerne seine eigenen heraussuchen. Die Individualisierung führe aber auch zu einer neuen Art von Einsamkeit, die besonders durch das Festliche durchbrochen werde: Fußballstadien oder Rock-Festivals seien Beispiele dafür, dass das Individuum sich danach sehne, Teil eines größeren Ganzen zu sein. Dass hierin neue Formen von Religion in der Moderne gesehen werden, hält Taylor nicht für abwegig. Bei Religion und Wahrheitsfindung generell gehe es heutzutage nicht mehr so sehr darum, die richtige, rational begründete Formel zu finden, die vernünftig nachvollziehbar ist, sondern die Wahrheit werde im Zeitalter der Authentizität durch das Erleben gefunden.
In früheren Zeiten habe die Kirche gelehrt, dass Sex nur der Fortpflanzung dienen solle, wobei auch solche Art von Sex sündig sei. Im 19. Jahrhundert habe man sich aber nicht mehr von der Kirche vorschreiben lassen, wofür Sex gut sei, sondern man habe sich am medizinisch-wissenschaftlichen Ideal orientiert, wodurch der gesundheitliche Aspekt in den Vordergrund rückte, aber immer noch nicht die Lust. Taylor verweist auf den Zusammenhang, dass Priester, die an das Zölibat gebunden sind, auch von anderen besonders sexuelle Reinheit einfordern. Das Ideal eines sexuell disziplinierten, braven Bürgers sei besonders für Männer zunehmend abstoßend gewesen, die ihre Freiheiten ungehindert ausleben wollen, weswegen sich Männer zunehmend von der Kirche distanziert hätten. Daher sei eine Feminisierung der Kirche und des Glaubens festzustellen. Die sexuelle Revolution habe sich gegen die strikten Sexualnormen gewehrt, die selbst im Reform-Katholizismus des II. Vatikanums nicht wirklich gelockert worden seien. Zu den Nachteilen der sexuellen Befreiung gehöre aber auch die Gefahr, dass Männer Frauen noch stärker verobjektivieren und ausnutzen können. Die Kirche jedenfalls werde es schwer haben, im Zeitalter der Authentizität Gehör zu finden, solange sie das vorherrschende Image von ihr als eines monolithischen Blocks nicht verändert.

### Religion heute
Obwohl Religion in der gegenwärtigen Gesellschaft an Bedeutung verliert, akzeptiert Taylor nicht, dass das religiöse Streben der Menschen nachlässt. Taylor macht Religion aber nicht nur an ihren institutionalisierten Formen fest, sondern thematisiert auch Zwischenformen zwischen kirchlich organisierter Religion und frei schwebender Spiritualität (z. B. Taizé, nicht-praktizierende Kirchenmitglieder oder Nicht-Kirchenmitglieder mit Glauben an einen Gott oder höhere Kräfte).

### Der immanente Rahmen
Im 15. Kapitel beschäftigt sich Taylor mit der Frage, warum es gegenwärtig kaum vorstellbar ist, an Gott zu glauben, während es um 1500 noch kaum vorstellbar war, nicht an Gott zu glauben. Um dieser Frage nachzugehen, beleuchtet er ein Phänomen der Gesellschaft, das er den immanenten Rahmen nennt: Man erklärt sich die Welt rein naturwissenschaftlich, ohne auf externe Entitäten (Gott, Kräfte und andere Elemente der verzauberten Welt) zurückzugreifen. Damit geht ein Prozess der Verinnerlichung einher: Anstatt z. B. von dämonischer Besessenheit zu sprechen, redet man von psychischer Krankheit. Die Dinge verlagern sich also in das Innere, in die Psyche hinein, die dadurch mehr Tiefe erhält, wohingegen die äußeren Einflussfaktoren der externen Welt entfallen.
Eine wichtige Überzeugung des Denkmodells vom immanenten Rahmen ist die Auffassung, dass die Wissenschaften Gott widerlegt haben oder zumindest Religion überflüssig ist. Die Argumente für diese Meinung schätzt Taylor als äußerst schwach ein. Daher geht er der Frage nach, warum diese Anschauung so populär ist, obwohl sie sich argumentativ nicht gut stützen lässt. Taylor erklärt sich das über Milieus und deren Vorbilder, die diese Position vertreten. Sie wirkt identitätsstiftend und verbindet Menschen, ungeachtet ihrer argumentativen Schwäche. Es entwickelt sich ein exklusiver Humanismus, der sich vom Christentum abgrenzt. Nach dem Tod Gottes sieht man sich einem kalten Universum gegenüber, dem man erst selbst einen Sinn geben muss, weil es in sich keinen Sinn hat. Mit Gott ist auch der geordnete, sinnvolle Kosmos gestorben. In diesem Narrativ fühlt man sich wie ein Erwachter, der aus dem Stadium der Kindheit zum Stadium des Erwachsenen übergegangen ist. Man fühlt sich nun nicht mehr naiv, sondern man kann alles erklären, hat alles unter Kontrolle und trotzt mutig den Sinnlosigkeiten der Welt. Dieses Narrativ scheint so grundlegend zu sein, dass selbst auf der Insel des festen Glaubens diese Vorstellung in Form von Zweifel sich einschleicht. Gott kommt primär im Modus des Vermissens zur Sprache.
Eine weitere wichtige Facette des immanenten Rahmens ist die Subtraktionstheorie: Gott ist sukzessive immer weiter ausgeschieden, weil mehr und mehr Erklärungen Gott überflüssig machen. Materialismus und Naturalismus führen zum Tod Gottes und vermitteln das Gefühl von Kontrolle. Die Moderne beinhaltet daneben aber auch Optionen zur Spiritualität, die sich nicht im immanenten Rahmen abschließen, sondern den Rahmen offen halten.
Die alte Ordnung war stark von Hierarchien bestimmt, wohingegen mit der französischen Revolution Freiheit, Gleichheit und Brüderlichkeit ins Zentrum rücken. Das Gefühl von Befreiung und Wirksamkeit kommen neu hinzu: Handlungsfähigkeit und Gerechtigkeit haben eine starke moralische Anziehungskraft. Die zentralen Werte der neuen Ordnung: Freiheit, Befähigung, wechselseitiger Vorteil und Vernunft. Der Beitrag der Religion ist, dass sie eine Transzendenz annimmt, die Idee, dass es etwas Höheres gibt. Taylor geht davon aus, dass dieses Merkmal von Religion keine Gefährdung der genannten aufklärerischen Werte ist. Daher muss die Geschichte der Moderne nicht zwingend religionsfeindlich sein, aber es gibt moralische Motive, den säkularen, anti-religiösen Weg trotzdem einzuschlagen.
Die nächste Facette vom Säkularisierungs-Narrativ ist, dass man nicht mehr die Werte von Gott, Göttern, dem Kosmos usw. bezieht, sondern man erkennt sie als fiktiv und möchte nun die Werte und Moral nicht auf anderen Autoritäten, sondern auf der eigenen bauen. Ein Beispiel hierfür ist der utilitaristische Grundsatz, dass man danach handeln soll, was für die meisten Menschen das größte Glück bringt. Kant gründet seine Moral auf die Vernunft. Unter dem Strich haben wir es hierbei mit einer Radikalisierung des Mündigkeitsnarrativs zu tun.

### Bekehrungen
Taylor thematisiert Bekehrungen bzw. (Re-)Konversionen als Beispiele von Menschen, die den immanenten Rahmen durchbrechen. Er spricht auch vom verwandten Phänomen epiphanischer Erlebnisse, die mit einem Gefühl der Fülle verbunden sein können: Bede Griffith, Václav Havel, Franz von Assisi, Mutter Teresa, Jonathan Edwards, John Wesley. Weitere Beispiele sind Charles Péguy, Gerard Manley Hopkins. Bekehrte Menschen finden für sich neue Wege.